# Andrea Nagy
Andrea Nagy (Budapest, 16 novembre 1971) è un'ex cestista ungherese, professionista nella ABL e nella WNBA.

## Carriera
È stata selezionata dalle Washington Mystics al terzo giro del Draft WNBA 1999.
Con l'Ungheria ha disputato due edizioni dei Campionati europei (1991, 1993).

## Palmarès
- Migliore passatrice ABL (1999)